# Lulinha
Luiz Marcelo Morais dos Reis známý jako Lulinha (* 10. dubna 1990, Mauá, São Paulo, Brazílie) je brazilský ofenzivní fotbalový záložník a bývalý mládežnický reprezentant, od roku 2016 hráč klubu Pohang Steelers. Na klubové úrovni působil mimo Brazílii v Portugalsku a Jižní Koreji.

## Klubová kariéra
- SC Corinthians Paulista (mládež)
- SC Corinthians Paulista 2005–2012
- →  GD Estoril Praia (hostování) 2009–2010
- →  SC Olhanense (hostování) 2010–2011
- →  Esporte Clube Bahia (hostování) 2011–2012
- Ceará Sporting Club 2013–2014
- Criciúma Esporte Clube 2014
- Ceará Sporting Club 2014–2015
- →  Red Bull Brasil (hostování) 2015
- Botafogo de Futebol e Regatas 2015
- Mogi Mirim Esporte Clube 2016
- Pohang Steelers 2016–

## Reprezentační kariéra
Hrál za brazilskou mládežnickou reprezentaci U17. Zúčastnil se Mistrovství světa hráčů do 17 let 2007 v Jižní Koreji.